# Aleksander Konstantinovitch Nikitin
Aleksander Konstantinovitch Nikitin (tiếng Nga: Александр Константинович Никитин), là một cựu sĩ quan tàu ngầm của Nga và là thanh tra an toàn hạt nhân, đã trở thành một nhà bảo vệ môi trường.

## Sự nghiệp
Ông bắt đầu cộng tác với "Quỹ Môi trường Bellona" của Na Uy từ năm 1994. Tháng 2 năm 1996 ông đã bị Cục An ninh Liên bang Nga bắt và cáo buộc tội phản quốc thông qua việc làm gián điệp, vì những đóng góp của ông cho một báo cáo của Quỹ Bellona về vấn đề an toàn hạt nhân trong Hạm đội Bắc của Nga (Северный флот, Severnyy Flot). Sau khi bị câu lưu 10 tháng trước khi xét xử ở Sankt-Peterburg, ông được thả ra theo lệnh của Mikhail Katushev, ủy viên Viện Công tố thời đó, vào tháng 12 năm 1996. 
Tuy nhiên sự buộc tội vẫn chưa được bãi bỏ. Nikitin bị xét xử lần đầu trong tháng 10 năm 1998, khi toà án thành phố Sankt-Peterburg bác bỏ chứng cứ buộc tội ông. Nhưng thay vì tha bổng ông, thì Tòa án lại gửi hồ sơ trả lại Cục An ninh Liên bang Nga để điều tra thêm. Tòa án tối cao xác nhận quyết định này vào tháng 2 năm 1999, và FSB đã lập hồ sơ buộc tội mới vào tháng 7 năm 1999.
Vụ xử án thứ nhì bắt đầu ở tòa án Sankt-Peterburg từ tháng 11 năm 1999, và kết thức vào ngày 29 tháng 12, với sự hoàn toàn tha bổng. Viện Công tố kháng cáo lên Tòa án tối cao, nhưng Tòa án này xác định quyết định tha bổng của Tòa án Sankt-Peterburg, và quyết định tha bổng có hiệu lực từ ngày 17.4.2000.
Tuy nhiên Viện Công tố vẫn quyết theo đuổi việc truy tố. Ngày 30.5.2000 tổng ủy viên công tố đề nghị đoàn chủ tịch Tòa án tối cao mở lại vụ án này. Lý do của đề nghị trên được nêu là "Các quyền của Nikitin đã bị vi phạm trong suốt quá trình khởi tố ông ta, và rằng các vi phạm này phải được sửa chữa" (Nikitin's rights had been violated throughout the proceedings against him, and that these violations had to be repaired) (sic). Đoàn chủ tịch Tòa án tối cao đã bác đề nghị này ngày 13.9.2000.
Aleksandr Nikitin vẫn tiếp tục dấn thân vào các vấn đề bảo vệ môi trường và nhân quyền ở Nga. Ông là trưởng chi nhánh Quỹ Bellona ở thành phố Sankt-Peterburg, và tham gia vào các dự án an toàn hạt nhân và môi trường, cũng như các vấn đề nhân quyền.

## Giải thưởng
- Năm 1997, Nikitin được tặng Giải Môi trường Goldman, nhưng do bị cáo buộc tội phản quốc, nên ông đã không thể tới tham dự Lễ trao giải.
- Năm 1998, ông được trao Giải Lời nói tự do của Na Uy.